# Буланин, Михаил Олегович
Михаи́л Оле́гович Була́нин (12 мая 1931 — 21 июля 2015, Санкт-Петербург, Российская Федерация) — советский и российский физик, доктор физико-математических наук, заведующий кафедрой молекулярной спектроскопии (1969—1993), профессор физического факультета (с 1969) Ленинградского, Санкт-Петербургского государственного университета, заслуженный деятель науки Российской Федерации. Отец филолога Дмитрия Буланина.

## Биография
В 1953 г. окончил физический факультет Ленинградского государственного университета. С того же года работал на кафедре теоретической и прикладной спектроскопии физического факультета (отдел молекулярной спектроскопии НИИФа); в 1969—1993 гг. — заведующий кафедрой (отделом НИИФа). Кандидат физико-математических наук (1958), доктор физико-математических наук (1968). С 1969 г. — профессор. Подготовил около 10 докторов и более 30 кандидатов физико-математических наук.
Автор 190 научных статей и нескольких монографий. Коллективная монография «Молекулярная криоспектроскопия» («Molecular Cryospectroscopy», J. Wiley & Sons, 1995) была удостоена премии СПбГУ за научную работу. Работал в университетах США, Германии, Франции, Канады, Бельгии, Испании и Польши.
Предмет научных исследований — спектроскопия межмолекулярный взаимодействий. Создатель научной школы «Спектроскопия систем с межмолекулярными взаимодействиями». Внес значительный вклад в изучение вращательного уширения полос в спектрах конденсированных систем, разработку теории индуцированных трансляционных спектров, спектральной теории оптических вириальных свойств реальных газов. Под его руководством была создана новая область молекулярной спектроскопии — криоспектроскопия, то есть спектроскопия растворов в сжиженных благородных газах, получившая в настоящее время широкое распространение в ведущих научно-исследовательских лабораториях мира.
Являлся заместителем главного редактора научного журнала «Оптика и спектроскопия», председателем специализированного Совета СПбГУ по защитам докторских диссертаций, членом Британского института физики. В течение многих лет возглавлял Санкт-Петербургское физическое общество и был членом Координационного совета Евразийского физического общества.
Сыновья Дмитрий (р. 1953), филолог; Кирилл (1969 г.р.), физик, сотрудник кафедры фотоники (до этого кафедры молекулярной спектроскопии) физического факультета СПбГУ.

## Награды и звания
Заслуженный деятель науки Российской Федерации (2000).
Награждён медалями «За доблестный труд» и «Ветеран труда», в 2005 г. отмечен Благодарностью Президента России В. В. Путина.

## Редактирование книг
- Браун П. А., Киселёв А. А. Введение в теорию молекулярных спектров: Учебное пособие / Под ред. проф. М. О. Буланина. — Л.: Изд-во ЛГУ, 1983. — 232 с.